# Styrax conterminus
Styrax conterminus är en storaxväxtart som beskrevs av J. D. Smith. Styrax conterminus ingår i släktet Styrax och familjen storaxväxter. Inga underarter finns listade i Catalogue of Life.